# Margareta Eklöf
Anna Kerstin Margareta Eklöf, född Burman den 1 juni 1930 på Visingsö, är en svensk översättare.

## Biografi
Efter studentexamen i Växjö blev Margareta Eklöf filosofie magister vid Uppsala universitet 1958. Sedan 1972 har hon från engelska och (i mindre utsträckning) norska och danska översatt cirka 500 böcker i blandade ämnen, främst historia, statsvetenskap, nationalekonomi, klassisk musik, konst, essäer, biografier och memoarer. På verklistan återfinns också cirka 20 romaner av bland andra Knut Faldbakken, Lise Nørgaard och Colin Thubron. Mellan 2009 och 2017 översatte hon regelbundet debattartiklar i Dagens nyheter.
Margareta Eklöf har översatt verk av bland andra Anne Applebaum, Amanda Foreman, Antonia Fraser, Tom Holland, Bettany Hughes, Simon Schama, Timothy Snyder, Richard Dawkins, Christopher Hitchens, Gwen Raverat, Robert Capa, James Buchanan, John Kenneth Galbraith, Friedrich August von Hayek, Joseph Stiglitz, Alberto Manguel, Kofi Annan, Margaret Thatcher, Brian Urquhart, Loretta Napoleoni, Michail Gorbatjov, Erkki Tuomioja, Dava Sobel och Edmund de Waal.

### ÖversättningOn Freedom2024
Eklöfs översättning av Timothy Snyders bok On Freedom (2024) har fått viss uppmärksamhet, då översättaren här valt att framträda under pseudonymen "Kerstin Oscarsdotter" och även gjort egna tillägg till originaltexten, tillägg som enligt författaren Timothy Snyder radikalt ändrar textens budskap. Den 24 januari 2025 meddelade Albert Bonniers förlag att upplagan dras in och att en ny översättning kommer att göras.

### Familj
Margareta Eklöf är dotter till kyrkoherden Oscar Burman och Lilly Arvidsson. Hon var från 1953 gift med vice riksbankschefen Kurt Eklöf (1925–1995) och från 1997 sambo med professor Leif Mutén (1928–2016).

## Priser och utmärkelser
- 2001: Albert Bonniers 100-årsminne
- 2017: ALIS-priset
- 2019: Stiftelsen Natur & Kulturs översättarpris